# سيباستيان ماديرا
سيباستيان ماديرا (بالبولندية: Sebastian Madera)‏ هو لاعب كرة قدم بولندي في مركز الدفاع، ولد في 30 مايو 1985 في Rawicz ‏ في بولندا. لعب مع ليخيا غدانسك وميدز ليجنيكا وويدزي لودز وياغيلونيا بياويستوك.

## وصلات خارجية
- سيباستيان ماديرا على موقع قاعدة بيانات كرة القدم.إي يو (الإنجليزية)
- سيباستيان ماديرا على موقع Soccerway.com (الإنجليزية)
- سيباستيان ماديرا على موقع عالم كرة القدم.نت (الإنجليزية)